# Betty Ting Pei
Betty Ting Pei (丁珮, chino mandarín) (Pekín, China, 19 de febrero de 1947) es una actriz china nacionalizada taiwanesa de segundo orden perteneciente a la filmográfica Shaw Brothers Co., cuya fama está vinculada a su relación con el artista marcial Bruce Lee, la muerte de este en 1973 y las teorías de conspiración en torno a ese suceso.

## Biografía
Betty Ting Pei nació como Mei-li Tong en Pekín en 1947. A la edad de dos años emigró junto a sus padres a Taiwán y comenzó su carrera artística en 1965 apareciendo en seis películas de China Motion Picture Corporation, una productora cinematográfica de segundo orden en Taiwán. Ting Pei actuó en papeles musicales, de artes marciales y mayoritariamente en escenas de alcoba, estuvo relacionada con el director Inoue Umetsugu en los temas musicales.
En 1972, Ting Pei se trasladó a Hong Kong donde tomó contacto con Raymond Chow, quien la contrató como actriz secundaria en la Brothers Shaw Co. Fue en el plató donde conoció a Bruce Lee mientras rodaba Fist of Fury y se hicieron cercanos.
Ese mismo año, Betty Ting Pei acompañó a Lee en Roma para el rodaje de la película Way of the Dragon.

### Muerte de Bruce Lee
El 20 de julio de 1973, Bruce Lee acudió al mediodía al departamento de Ting Pei en el barrio de Kowloon en Hong Kong, según versiones oficiales de prensa, el motivo de la visita era hacerla partícipe del algunas partes del guion de Game of Death, película en la que ella iba a tener un papel. Más tarde, Bruce Lee debía reunirse con Raymond Chow y el actor australiano George Lazenby para proyectar un trabajo en conjunto.
Cerca de las cuatro de la tarde, Bruce Lee se quejó de un fuerte dolor de cabeza y la actriz le proporcionó una tableta de un potente analgésico llamado Equagesic, una droga basada en aspirina que ella consumía con cierta frecuencia.  Lee ingirió el fármaco y se fue a recostar sumergiéndose aparentemente en un profundo sueño. Cerca de las cinco, Ting Pei intentó despertarlo pero el actor no mostraba signos vitales, por lo que la actriz llamó a emergencias. 
Bruce Lee fue declarado muerto a las once y media de la noche por un edema cerebral masivo intracraneano.
El hecho despertó un cúmulo de teorías de conspiración en contra de la actriz, perjudicando de algún modo su carrera: se especuló que Ting Pei estaba asociada con la mafia cantonesa, que la muerte de Lee había sido parte de una orgía sexual, que ella lo habría envenenado, etc. Los ataques personales parecieron decrecer cuando se declaró que la muerte de Bruce Lee había sido una muerte accidental.[cita requerida]
En 1974, Ting Pei se casó con el director y productor de la Golden Harvest, Charles Heung y asimismo ella se prestó para participar en el fenómeno Bruce-explotación apareciendo en films de dudosa calidad biográfica de Bruce Lee en 1976. En 1979 Heung y Ting Pei se divorciaron sin haber tenido hijos.
En 2003, en el 30.º aniversario de la muerte de Bruce Lee, Betty Ting Pei, a sus 56 años, declaró que ella y Bruce Lee habían sido amantes ocasionales por más de un año y que planeaba escribir un libro al respecto; declaró:

Bruce Lee sigue dentro de mí.

En 2008, Betty Ting Pei volvió a decir a los medios que la autobiografía con los últimos momentos de Bruce Lee estaba por ser lanzada. Hasta la fecha no ha ocurrido aún.

## Filmografía
| \| Año \| País \| Título original \| Otros nombres \| Personaje \| Notas \| \| ---- \| ---------------------------------- \| -------------------------------- \| ------------------------------------------------------------------------------------------------------------------------------------------ \| -------------------------- \| ---------------------------------------------------------- \| \| 1985 \| Hong Kong \| Fa gai si doi \| My Name Ain't Suzie (Hong Kong) \| \| \| \| 1982 \| Hong Kong \| Bat sap yee ga fong hak \| The 82 Tenants (Hong Kong) \| como lugareña \| \| \| 1981 \| Hong Kong \| Da jeuk ying hung chuen \| Mahjong Heroes (título internacional) \| como May \| \| \| 1979 \| Hong Kong \| Liang shan guai zhao \| Shaolin Tough Kid (Hong Kong) Goose Boxer (título internacional) \| \| \| \| 1979 \| Taiwán \| Shen bu \| The Lawman Internacional (título internacional) \| \| \| \| 1978 \| Hong Kong \| Za ma \| Mysterious Footworks of Kung Fu (Hong Kong) Mysterious Footworks (EE.UU.) \| \| Productora de la película \| \| 1978 \| Hong Kong \| Chu zhong \| My Darling Gals (Hong Kong) Kung Fu Stars/The Kung Fu Stars (títulos internacionales) \| \| \| \| 1978 \| Hong Kong Estados Unidos \| Game of Death \| Juego de la muerte (en Argentina, Perú y Venezuela) Juego con la muerte (en España) The Game of Death (título internacional) \| \| \| \| 1977 \| Hong Kong Francia \| Alibis \| One Night Stand (en inglés sin definir) \| Anya \| \| \| 1976 \| Hong Kong \| Li Xiao Long zhuan qi \| Bruce Lee: The True Story (Hong Kong) Bruce Lee: The Man, the Myth/The Dragon Lives (EE. UU.) \| \| \| \| 1976 \| Hong Kong \| Li Xiao Long yu wo \| I Love You, Bruce Lee (título internacional) The Superstar/Bruce Lee and I (Hong Kong) Bruce Lee: His Last Days, His Last Nights (EE. UU.) \| como ella misma \| Productora de la película \| \| 1975 \| Hong Kong \| Lao fu zi \| Old Master 'Q' Hong Kong (en inglés) \| \| \| \| 1975 \| Hong Kong \| Cai yun pian pian \| The Changing Cloud (Hong Kong) \| \| \| \| 1975 \| Hong Kong \| Chu hu yi liao \| April Fool (Hong Kong) \| \| \| \| 1975 \| Taiwán \| Chun tian li de qiu tian \| A Chilled Spring (título internacional) \| \| \| \| 1975 \| Hong Kong \| Heng chong zhi tong Xiao Fu Xing \| The Wandering Life (título internacional) \| \| \| \| 1975 \| Hong Kong \| Zhan cao chu gen \| A Debt of Crime (Hong Kong) \| \| \| \| 1974 \| Hong Kong \| Da jiao long \| Chinese Godfather (título internacional) The Chinese Mack (EE. UU.) \| \| \| \| 1974 \| Hong Kong \| Xiang Gang wu yan xia \| The Looks of Hong Kong (Hong Kong) \| Lily Fang \| \| \| 1974 \| Hong Kong \| Chuo tou zhuang yuan \| Naughty! Naughty! (título internacional) \| \| \| \| 1974 \| Hong Kong \| Fan mai ren kou \| The Virgin Mart (Hong Kong) \| \| \| \| 1974 \| Hong Kong Estados Unidos Australia \| Tie jin gang da po zi yang guan \| Stoner (EE.UU) The Shrine of Ultimate Bliss (Hong Kong) \| Agnes Wong Yen-Yen \| \| \| 1974 \| Hong Kong \| Gui ma shuang xing \| Games Gamblers Play (Hong Kong) \| \| (aparición en los créditos como Bety Ting) \| \| 1973 \| Hong Kong \| Gu piao gu piao \| Stock Fever (versión en inglés) \| \| \| \| 1973 \| Hong Kong Taiwán \| Chuan chuan feng ling xiang \| Love for Sale (Hong Kong) \| \| \| \| 1973 \| Hong Kong \| Tou du ke \| The Rendevous of Warriors (título internacional) \| \| \| \| 1973 \| Hong Kong \| Xiang Gang shi de tou qing \| Adultery, Chinese Style (Hong Kong) \| \| \| \| 1973 \| Hong Kong \| Lian qing san qiang li \| Love Across the Seas (Hong Kong) \| \| \| \| 1973 \| Hong Kong Taiwán \| Dong nan xi bei feng \| Four Winds (título internacional) \| \| \| \| 1972 \| Hong Kong \| Shi si nu ying hao \| Catorce amazonas (España) The 14 Amazons (Hong Kong y EE. UU.) \| \| (aparición en los créditos como Ting Pei) \| \| 1972 \| Hong Kong \| Yu nu xi chun \| The Yellow Muffler (Hong Kong) \| Lu Pai-hung \| \| \| 1972 \| Hong Kong \| Xiang gang guo ke \| Stranger in Hong Kong (Hong Kong) \| Li Na \| \| \| 1971 \| Hong Kong \| Ye he hua \| The Night Is Young (Hong Kong) \| Lucy \| \| \| 1970 \| Hong Kong \| Nu zi gong yu \| Apartment for Ladies (Hong Kong) \| Yu Shu-wen \| \| \| 1970 \| Hong Kong \| Gui men guan \| Hellgate (Hong Kong) \| Yao Li-no \| \| \| 1969 \| Hong Kong \| Qing chun wan sui \| The Singing Escort/Long Live Youth! (Hong Kong) \| Chen Qiu Ting aka Susan Du \| \| \| 1969 \| Hong Kong \| Diao jin gui \| The Millionaire Chase (Hong Kong) \| Zhinan \| \| \| 1969 \| Hong Kong \| Luo shi hen \| Dear Murderer (Hong Kong) \| \| \| \| 1969 \| Hong Kong \| Ming ri you tian ya \| Tomorrow Is Another Day (Hong Kong) \| \| (aparición en los créditos con su nombre real Tang Mei-li) \| \| 1968 \| Hong Kong \| Die hai hua \| The Brain-Stealers (Hong Kong) \| \| \| \| 1968 \| Taiwán \| Qin qing \| Knotted Love (Taiwán) \| \| (aparición en los créditos con su nombre real Tang Mei-li) \| \| 1967 \| Hong Kong Taiwán \| Zi bei ke \| The Purple Shell (Hong Kong) \| Dai Dai \| (aparición en los créditos con su nombre real Tang Mei-li) \| \| 1966 \| Hong Kong Taiwán \| Du mei gui \| Poison Rose (Hong Kong) \| huésped mujer \| (aparición en los créditos con su nombre real Tang Mei-li) \| \| 1966 \| Taiwán \| Qiao \| Bridge (Taiwán) \| \| (aparición en los créditos con su nombre real Tang Mei-li) \| \| 1966 \| Taiwán \| Zhen jie pai fang \| The Monument of Virtue (Hong Kong) \| \| \| \| 1965 \| Taiwán \| Ya nu qing xin \| The Silent Wife (título internacional) \| \| (aparición en los créditos con su nombre real Tang Mei-li) \| \| 1965 \| Taiwán \| Wan Jun biao mei \| Four Loves (título internacional) \| \| (aparición en los créditos con su nombre real Tang Mei-li) \| \| 1965 \| Taiwán \| Yang ya ren jia \| Beautiful Duckling (Hong Kong) \| \| \| \| 1963 \| Taiwán \| Ke nu \| Those Oyster Girls (título internacional) \| \| (aparición en los créditos con su nombre real Tang Mei-li) \| |                                    |                                  | |                            |                                                            |
| Año | País                               | Título original                  | Otros nombres | Personaje                  | Notas                                                      |
| 1985 | Hong Kong                          | Fa gai si doi                    | My Name Ain't Suzie (Hong Kong) |                            |                                                            |
| 1982 | Hong Kong                          | Bat sap yee ga fong hak          | The 82 Tenants (Hong Kong) | como lugareña              |                                                            |
| 1981 | Hong Kong                          | Da jeuk ying hung chuen          | Mahjong Heroes (título internacional) | como May                   |                                                            |
| 1979 | Hong Kong                          | Liang shan guai zhao             | Shaolin Tough Kid (Hong Kong) Goose Boxer (título internacional)                                                                           |                            |                                                            |
| 1979 | Taiwán                             | Shen bu                          | The Lawman Internacional (título internacional)                                                                                            |                            |                                                            |
| 1978 | Hong Kong                          | Za ma                            | Mysterious Footworks of Kung Fu (Hong Kong) Mysterious Footworks (EE.UU.)                                                                  |                            | Productora de la película                                  |
| 1978 | Hong Kong                          | Chu zhong                        | My Darling Gals (Hong Kong) Kung Fu Stars/The Kung Fu Stars (títulos internacionales)                                                      |                            |                                                            |
| 1978 | Hong Kong Estados Unidos           | Game of Death                    | Juego de la muerte (en Argentina, Perú y Venezuela) Juego con la muerte (en España) The Game of Death (título internacional)               |                            |                                                            |
| 1977 | Hong Kong Francia                  | Alibis                           | One Night Stand (en inglés sin definir) | Anya                       |                                                            |
| 1976 | Hong Kong                          | Li Xiao Long zhuan qi            | Bruce Lee: The True Story (Hong Kong) Bruce Lee: The Man, the Myth/The Dragon Lives (EE. UU.)                                              |                            |                                                            |
| 1976 | Hong Kong                          | Li Xiao Long yu wo               | I Love You, Bruce Lee (título internacional) The Superstar/Bruce Lee and I (Hong Kong) Bruce Lee: His Last Days, His Last Nights (EE. UU.) | como ella misma            | Productora de la película                                  |
| 1975 | Hong Kong                          | Lao fu zi                        | Old Master 'Q' Hong Kong (en inglés) |                            |                                                            |
| 1975 | Hong Kong                          | Cai yun pian pian                | The Changing Cloud (Hong Kong) |                            |                                                            |
| 1975 | Hong Kong                          | Chu hu yi liao                   | April Fool (Hong Kong) |                            |                                                            |
| 1975 | Taiwán                             | Chun tian li de qiu tian         | A Chilled Spring (título internacional) |                            |                                                            |
| 1975 | Hong Kong                          | Heng chong zhi tong Xiao Fu Xing | The Wandering Life (título internacional)                                                                                                  |                            |                                                            |
| 1975 | Hong Kong                          | Zhan cao chu gen                 | A Debt of Crime (Hong Kong) |                            |                                                            |
| 1974 | Hong Kong                          | Da jiao long                     | Chinese Godfather (título internacional) The Chinese Mack (EE. UU.)                                                                        |                            |                                                            |
| 1974 | Hong Kong                          | Xiang Gang wu yan xia            | The Looks of Hong Kong (Hong Kong) | Lily Fang                  |                                                            |
| 1974 | Hong Kong                          | Chuo tou zhuang yuan             | Naughty! Naughty! (título internacional)                                                                                                   |                            |                                                            |
| 1974 | Hong Kong                          | Fan mai ren kou                  | The Virgin Mart (Hong Kong) |                            |                                                            |
| 1974 | Hong Kong Estados Unidos Australia | Tie jin gang da po zi yang guan  | Stoner (EE.UU) The Shrine of Ultimate Bliss (Hong Kong)                                                                                    | Agnes Wong Yen-Yen         |                                                            |
| 1974 | Hong Kong                          | Gui ma shuang xing               | Games Gamblers Play (Hong Kong) |                            | (aparición en los créditos como Bety Ting)                 |
| 1973 | Hong Kong                          | Gu piao gu piao                  | Stock Fever (versión en inglés) |                            |                                                            |
| 1973 | Hong Kong Taiwán                   | Chuan chuan feng ling xiang      | Love for Sale (Hong Kong) |                            |                                                            |
| 1973 | Hong Kong                          | Tou du ke                        | The Rendevous of Warriors (título internacional)                                                                                           |                            |                                                            |
| 1973 | Hong Kong                          | Xiang Gang shi de tou qing       | Adultery, Chinese Style (Hong Kong) |                            |                                                            |
| 1973 | Hong Kong                          | Lian qing san qiang li           | Love Across the Seas (Hong Kong) |                            |                                                            |
| 1973 | Hong Kong Taiwán                   | Dong nan xi bei feng             | Four Winds (título internacional) |                            |                                                            |
| 1972 | Hong Kong                          | Shi si nu ying hao               | Catorce amazonas (España) The 14 Amazons (Hong Kong y EE. UU.)                                                                             |                            | (aparición en los créditos como Ting Pei)                  |
| 1972 | Hong Kong                          | Yu nu xi chun                    | The Yellow Muffler (Hong Kong) | Lu Pai-hung                |                                                            |
| 1972 | Hong Kong                          | Xiang gang guo ke                | Stranger in Hong Kong (Hong Kong) | Li Na                      |                                                            |
| 1971 | Hong Kong                          | Ye he hua                        | The Night Is Young (Hong Kong) | Lucy                       |                                                            |
| 1970 | Hong Kong                          | Nu zi gong yu                    | Apartment for Ladies (Hong Kong) | Yu Shu-wen                 |                                                            |
| 1970 | Hong Kong                          | Gui men guan                     | Hellgate (Hong Kong) | Yao Li-no                  |                                                            |
| 1969 | Hong Kong                          | Qing chun wan sui                | The Singing Escort/Long Live Youth! (Hong Kong)                                                                                            | Chen Qiu Ting aka Susan Du |                                                            |
| 1969 | Hong Kong                          | Diao jin gui                     | The Millionaire Chase (Hong Kong) | Zhinan                     |                                                            |
| 1969 | Hong Kong                          | Luo shi hen                      | Dear Murderer (Hong Kong) |                            |                                                            |
| 1969 | Hong Kong                          | Ming ri you tian ya              | Tomorrow Is Another Day (Hong Kong) |                            | (aparición en los créditos con su nombre real Tang Mei-li) |
| 1968 | Hong Kong                          | Die hai hua                      | The Brain-Stealers (Hong Kong) |                            |                                                            |
| 1968 | Taiwán                             | Qin qing                         | Knotted Love (Taiwán) |                            | (aparición en los créditos con su nombre real Tang Mei-li) |
| 1967 | Hong Kong Taiwán                   | Zi bei ke                        | The Purple Shell (Hong Kong) | Dai Dai                    | (aparición en los créditos con su nombre real Tang Mei-li) |
| 1966 | Hong Kong Taiwán                   | Du mei gui                       | Poison Rose (Hong Kong) | huésped mujer              | (aparición en los créditos con su nombre real Tang Mei-li) |
| 1966 | Taiwán                             | Qiao                             | Bridge (Taiwán) |                            | (aparición en los créditos con su nombre real Tang Mei-li) |
| 1966 | Taiwán                             | Zhen jie pai fang                | The Monument of Virtue (Hong Kong) |                            |                                                            |
| 1965 | Taiwán                             | Ya nu qing xin                   | The Silent Wife (título internacional) |                            | (aparición en los créditos con su nombre real Tang Mei-li) |
| 1965 | Taiwán                             | Wan Jun biao mei                 | Four Loves (título internacional) |                            | (aparición en los créditos con su nombre real Tang Mei-li) |
| 1965 | Taiwán                             | Yang ya ren jia                  | Beautiful Duckling (Hong Kong) |                            |                                                            |
| 1963 | Taiwán                             | Ke nu                            | Those Oyster Girls (título internacional)                                                                                                  |                            | (aparición en los créditos con su nombre real Tang Mei-li) |